# لي جون (سياسي)
لي جون (بالصينية: 李军) هو سياسي صيني، ولد في فبراير 1962 في الصين. حزبياً، نشط في الحزب الشيوعي الصيني.